# فابيو فاريا
فابيو فاريا (بالبرتغالية: Fábio Faria‏) هو لاعب كرة قدم برتغالي، ولد في 24 أبريل 1989 في فيلا دو كوندي في البرتغال. شارك مع منتخب البرتغال تحت 19 سنة لكرة القدم ومنتخب البرتغال تحت 21 سنة لكرة القدم. أما مع النوادي، فقد لعب مع ريال بلد الوليد ونادي باسوش دي فيريرا ونادي بنفيكا ونادي ريو أفي.

## وصلات خارجية
- فابيو فاريا على موقع قاعدة بيانات كرة القدم.إي يو (الإنجليزية)
- فابيو فاريا على موقع Soccerway.com (الإنجليزية)
- فابيو فاريا على موقع عالم كرة القدم.نت (الإنجليزية)